# Моисей (поэма)
«Моисей» — поэма Ивана Яковлевича Франко, написанная в 1905 году. Одно из главных произведений писателя, «апогей поэтического творчества И. Франко».
Поэма входит в состав сборника «От Сковороды до настоящего: 100 знаковых произведений на украинском языке».

## История написания
В 1904 году Иван Франко побывал в Италии, Риме, где его впечатлил шедевр Микеланджело — скульптура «Моисей».
Идейным толчком к написанию поэмы была революция 1905 года, среди проблем которой были взаимоотношения народа и власти (вождей). Франко надеялся, что революция принесет освобождение от гнета украинскому народу, писателя волновали вопросы взаимодействия широких масс с теми политическими силами, которые могли бы их возглавить, довести до цели. Писатель писал своё произведение с января до июля во Львове. Первоначально поэма складывалась из двадцати песен, но когда в редакции совершили ошибку и несколько первых страниц были пустыми, редакторы обратились за помощью к писателю и был создан пролог поэмы.

## Характеристика поэмы
В критике и литературоведении, в том числе и советском, поэма оценивалась как одно из главных произведений Франко-поэта:

В знаменитой поэме «Моисей», написанной под влиянием известий о революции 1905 года, Франко ставит и решает в революционно-демократическом плане проблему взаимоотношений вождя и народа… библейская легенда послужила лишь канвой для утверждения революционно-демократических идей Франко. С огромной силой они выражены в «Прологе» к поэме, посвященном украинскому народу, «Моисей» — апогей поэтического творчества И. Франко.

Жанр «Моисея» — философская поэма. Главная тема поэмы: показать конфликт вождя с народом. Идея поэмы: призыв верить в свой народ, избавиться от рабского самосознания и начать построение новой жизни и провозглашение идей служения своему народу. Композиция: поэма состоит из пролога и двадцати песен. Главные герои: пророк Моисей, князь конюхов и новый вождь Егошуа, бог Иегова, противники Моисея — Датан и Авирон, демон пустыни Азазель. Размер стиха: анапест, пролог написан ямбом.

## Сюжет
В основе сюжета лежит история из Библии. Автор не повторяет сюжета истории полностью, а показывает один фрагмент.
Сначала поэт показывает своих героев читателю после сорока лет их странствий по пустыне, в тот момент, когда Моисей уже довел израильтян до «обетованного края». Моисей, как вождь, прошел через многие трудности. Сорок лет Моисей водил евреев по пустыни в поисках пристанища. При достижении цели, народ Моисея начинает сомневаться в своем вожде. Люди бунтуют и забывают про свои обещания и Божьи заповеди. Враги вождя Авирон и Датан подстрекают израильтян свергнуть Моисея. Датан даже говорит, что пророка нужно закидать камнями. Моисея выгоняют из лагеря, он бежит в пустыню и там обращается к богу Иегове. Ему отвечает древний демон пустыни Азазель, он пытается подорвать дух героя, всячески пытается убедить его в том, что он обманут или обречен, что Иегова ему не поможет. В XIX песне Моисей разговаривает с богом Иеговом, тот говорит, что пророк доведет свой народ до цели, но сам умрет, не дойдя туда. После смерти пророка новым вождем назначается князь Егошуа, он доводит до конца начатое Моисеем. В конце поэмы Иван Франко выражает свои надежды, что украинский народ так же, как евреев Моисей, поведет за собой сильный молодой лидер.